# Associazione Calcio Hellas Verona 1970-1971
Questa voce raccoglie le informazioni riguardanti l'Associazione Calcio Hellas Verona nelle competizioni ufficiali della stagione 1970-1971.

## Stagione
Nella stagione 1970-1971 il Verona ha disputato il campionato di Serie A, con 26 punti ha ottenuto l'undicesimo posto. Lo scudetto è stato vinto dall'Inter con 46 punti, davanti al Milan con 42 punti. Sono retrocesse in Serie B il Foggia con 25 punti, la Lazio con 22 punti ed il Catania con 21 punti.
La squadra scaligera viene affidata all'allenatore Renato Lucchi che dopo una partenza stentata, dopo la sconfitta (3-0) subita a Foggia a fine novembre, viene sostituito con Ugo Pozzan. La salvezza matematica arriva alla penultima giornata del torneo con la vittoria (1-0) sulla Roma. Miglior marcatore stagionale Sergio Clerici autore di 15 reti, di cui 10 in campionato e 5 nel torneo Anglo-Italiano. In Coppa Italia il Verona è stato inserito nel quinto girone di qualificazione che ha promosso allo spareggio per i Quarti il Novara. In Coppa delle Alpi l'Hellas nel secondo girone, con 11 punti vince il raggruppamento con il Basilea, gli svizzeri grazie alla differenza reti arrivano alla finale, che perderanno (3-1) con la Lazio. Nel torneo Anglo - Italiano il Verona arriva terzo delle italiane, dietro al Bologna, che poi perderà la finale con gli inglesi del Blackpool.

## Rosa
| N. |                   | Ruolo | Calciatore            |
| -- | ----------------- | ----- | --------------------- |
|    | Italia (bandiera) | P     | Giuseppe Berteotti    |
|    | Italia (bandiera) | P     | Angelo Colombo        |
|    | Italia (bandiera) | P     | Mario Giacomi         |
|    | Italia (bandiera) | P     | Pier Luigi Pizzaballa |
|    | Italia (bandiera) | D     | Alberto Batistoni     |
|    | Italia (bandiera) | D     | Dino Gobbi            |
|    | Italia (bandiera) | D     | Luigi Mascalaito      |
|    | Italia (bandiera) | D     | Luciano Migliorini    |
|    | Italia (bandiera) | D     | Franco Nanni          |
|    | Italia (bandiera) | D     | Paolo Sirena          |
|    | Italia (bandiera) | D     | Amedeo Stenti         |
|    | Italia (bandiera) | C     | Ezio Antonini         |

| N. |                    | Ruolo | Calciatore            |
| -- | ------------------ | ----- | --------------------- |
|    | Italia (bandiera)  | C     | Sergio Ferrari        |
|    | Italia (bandiera)  | C     | Dino Landini          |
|    | Italia (bandiera)  | C     | Roberto Mazzanti      |
|    | Italia (bandiera)  | C     | Giambattista Moschino |
|    | Italia (bandiera)  | C     | Fausto Nosè           |
|    | Italia (bandiera)  | C     | Angelo Orazi          |
|    | Italia (bandiera)  | A     | Franco Bergamaschi    |
|    | Brasile (bandiera) | A     | Sergio Clerici        |
|    | Italia (bandiera)  | A     | Vito D'Amato          |
|    | Italia (bandiera)  | A     | Emiliano Mascetti     |
|    | Italia (bandiera)  | A     | Lucio Mujesan         |

## Calciomercato

### Sessione estiva(fino al 10 luglio 1970)
| Acquisti | Acquisti              | Acquisti | Acquisti   |
| R.       | Nome                  | da       | Modalità   |
| -------- | --------------------- | -------- | ---------- |
| C        | Dino Landini          | Modena   | definitivo |
| C        | Roberto Mazzanti      | Atalanta | definitivo |
| C        | Giambattista Moschino | Torino   | definitivo |

| Cessioni | Cessioni         | Cessioni | Cessioni   |
| R.       | Nome             | a        | Modalità   |
| -------- | ---------------- | -------- | ---------- |
| P        | Giovanni De Min  | Roma     | definitivo |
| D        | Roberto Ranghino | Ternana  | definitivo |
| D        | Carlo Ripari     | Napoli   | definitivo |
| D        | Giancarlo Savoia | Atalanta | definitivo |
| C        | Sergio Maddè     | Torino   | definitivo |
| C        | Jorge Toro       | Modena   | definitivo |
| A        | Gianni Bui       | Torino   | definitivo |

## Risultati

### Serie A

#### Girone di andata
| Arbitro: | Lo Bello (Siracusa) |

|            |           |                     |
| Sirena 72’ | Marcatori | 52’, 73’ Boninsegna |

| Arbitro: | Acernese (Roma) |

|             |           |            |
| Gennari 79’ | Marcatori | 6’ Clerici |

| Verona 11 ottobre 1970, ore 15:00 CET 3ª giornata | Verona           | 0 – 0 | Juventus | Stadio Marcantonio Bentegodi (35 000 spett.)\| Arbitro: \| Bernardis (Roma) \| |
| Arbitro:                                          | Bernardis (Roma) |       |          |                                                                                |

| Arbitro: | Vacchini (Milano) |

|           |           |              |
| Facco 62’ | Marcatori | 78’ Moschino |

| Arbitro: | Acernese (Roma) |

|              |           |  |
| Mascetti 83’ | Marcatori |  |

| Arbitro: | Panzino (Catanzaro) |

|                                    |           |  |
| Sabadini 58’ Salvi 66’ Cristin 70’ | Marcatori |  |

| Arbitro: | Lattanzi (Roma) |

|              |           |            |
| Mascetti 43’ | Marcatori | 67’ Perego |

| Arbitro: | Gonella (Asti) |

|                                  |           |  |
| Bigon 9’ Saltutti 19’ Maioli 32’ | Marcatori |  |

| Arbitro: | Giunti (Arezzo) |

|           |           |             |
| Combin 7’ | Marcatori | 48’ Clerici |

| Arbitro: | Picasso (Chiavari) |

|             |           |  |
| Clerici 25’ | Marcatori |  |

| Arbitro: | Gussoni (Varese) |

|                          |           |  |
| Abbondanza 20’ Umile 83’ | Marcatori |  |

| Arbitro: | Monti (Ancona) |

|                                   |           |                             |
| Savoldi 42’ Bulgarelli 56’ (rig.) | Marcatori | 18’ Bergamaschi 33’ Clerici |

| Arbitro: | Gialluisi (Barletta) |

|              |           |                     |
| Mascetti 43’ | Marcatori | 83’ (rig.) Tentorio |

| Roma 17 gennaio 1971, ore 14:30 CET 14ª giornata | Roma              | 0 – 0 | Verona | Stadio Olimpico (40 000 spett.)\| Arbitro: \| Toselli (Cormons) \| |
| Arbitro:                                         | Toselli (Cormons) |       |        |                                                                    |

| Arbitro: | Carminati (Milano) |

|                  |           |  |
| Clerici 27’, 87’ | Marcatori |  |

#### Girone di ritorno
| Arbitro: | Barbaresco (Cormons) |

|               |           |  |
| Facchetti 48’ | Marcatori |  |

| Arbitro: | Pieroni (Roma) |

|            |           |             |
| Vitali 28’ | Marcatori | 29’ Clerici |

| Arbitro: | Bernardis (Roma) |

|                        |           |                    |
| Bettega 3’ Capello 81’ | Marcatori | 8’ (aut.) Tancredi |

| Arbitro: | Carminati (Milano) |

|             |           |  |
| Landini 22’ | Marcatori |  |

| Vicenza 7 marzo 1971, ore 15:00 CET 20ª giornata | Lanerossi Vicenza | 0 – 0 | Verona | Stadio Romeo Menti\| Arbitro: \| Toselli (Cormons) \| |
| Arbitro:                                         | Toselli (Cormons) |       |        |                                                       |

| Arbitro: | Acernese (Roma) |

|                               |           |           |
| Clerici 42’, 75’ Mascetti 67’ | Marcatori | 49’ Salvi |

| Arbitro: | Lo Bello (Siracusa) |

|                        |           |  |
| Carelli 27’ Morini 65’ | Marcatori |  |

| Arbitro: | Barbaresco (Cormons) |

|                 |           |              |
| Bergamaschi 87’ | Marcatori | 42’ Saltutti |

| Arbitro: | Toselli (Cormons) |

|              |           |                                    |
| Mascetti 53’ | Marcatori | 45’ (rig.), 75’ Rivera 50’ Benetti |

| Arbitro: | Panzino (Catanzaro) |

|                    |           |  |
| Cereser 85’ (rig.) | Marcatori |  |

| Arbitro: | Sbardella (Roma) |

|  |           |                                |
|  | Marcatori | 45’ (rig.) Ghio 78’ Abbondanza |

| Verona 25 aprile 1971, ore 15:30 CET 27ª giornata | Verona             | 0 – 0 | Bologna | Stadio Marcantonio Bentegodi (20 000 spett.)\| Arbitro: \| Carminati (Milano) \| |
| Arbitro:                                          | Carminati (Milano) |       |         |                                                                                  |

| Arbitro: | Michelotti (Parma) |

|  |           |                      |
|  | Marcatori | 22’ (aut.) Cherubini |

| Arbitro: | Vacchini (Milano) |

|             |           |  |
| Clerici 52’ | Marcatori |  |

| Arbitro: | Calì (Roma) |

|                               |           |             |
| Mancin 32’, 40’, 65’ Riva 55’ | Marcatori | 70’ Ferrari |

### Coppa Italia

#### Primo turno
| Arbitro: | Motta (Monza) |

|             |           |                     |
| Mascetti 8’ | Marcatori | 72’ (aut.) Moschino |

| Arbitro: | Monti (Ancona) |

|              |           |  |
| Quadalti 87’ | Marcatori |  |

| Arbitro: | Trinchieri (Reggio Emilia) |

|             |           |  |
| Gabetto 81’ | Marcatori |  |

### Coppa Anglo-Italiana

#### Girone eliminatorio
| Arbitro: | Carminati |

|                                     |           |                            |
| Burns 15’ Suddick 27’ Nicholson 89’ | Marcatori | 25’, 70’ Clerici 77’ Orazi |

| Arbitro: | Lattanzi |

|                      |           |  |
| Ritchie 53’ Jump 78’ | Marcatori |  |

| Arbitro: | Wallace |

|             |           |                                               |
| Clerici 53’ | Marcatori | 8’ Ainscow 65’ Suddaby 66’ Wann 85’ Hutchison |

| Arbitro: | Walker |

|                                |           |             |
| Clerici 30’ (rig.), 83’ (rig.) | Marcatori | 88’ Ritchie |

### Coppa delle Alpi

#### Girone eliminatorio
| Arbitro: | Kamber |

|                                  |           |                          |
| Orazi 7’ Clerici 44’, 60’ (rig.) | Marcatori | 21’ Mundschin 30’ Hauser |

| Arbitro: | Scheurer |

|                    |           |                    |
| Clerici 11’ (rig.) | Marcatori | 47’, 57’ Cucinotta |

| Arbitro: | Giunti |

|                                    |           |           |
| Balmer 17’, 33’, 69’ Demarmels 50’ | Marcatori | 19’ Orazi |

| Arbitro: | Bernardis |

|              |           |                       |
| Nembrini 54’ | Marcatori | 4’ Landini 65’ Sirena |

## Statistiche

### Statistiche di squadra
| Competizione         | Punti | In casa | In casa | In casa | In casa | In casa | In casa | In trasferta | In trasferta | In trasferta | In trasferta | In trasferta | In trasferta | Totale | Totale | Totale | Totale | Totale | Totale | D.R. |
| Competizione         | Punti | G       | V       | N       | P       | Gf      | Gs      | G            | V            | N            | P            | Gf           | Gs           | G      | V      | N      | P      | Gf     | Gs     | D.R. |
| -------------------- | ----- | ------- | ------- | ------- | ------- | ------- | ------- | ------------ | ------------ | ------------ | ------------ | ------------ | ------------ | ------ | ------ | ------ | ------ | ------ | ------ | ---- |
| Serie A              | 26    | 15      | 6       | 6       | 3       | 15      | 12      | 15           | 1            | 6            | 8            | 8            | 23           | 30     | 7      | 12     | 11     | 23     | 35     | -12  |
| Coppa Italia         | -     | 1       | 0       | 1       | 0       | 1       | 1       | 2            | 0            | 0            | 2            | 0            | 2            | 3      | 0      | 1      | 2      | 1      | 3      | -2   |
| Coppa Anglo-Italiana | -     | 2       | 1       | 0       | 1       | 3       | 5       | 2            | 0            | 1            | 1            | 3            | 5            | 4      | 1      | 1      | 2      | 6      | 10     | -4   |
| Coppa delle Alpi     | -     | 2       | 1       | 0       | 1       | 4       | 4       | 2            | 1            | 0            | 1            | 3            | 5            | 4      | 2      | 0      | 2      | 7      | 9      | -2   |
| Totale               | 26    | 20      | 8       | 7       | 5       | 23      | 22      | 21           | 2            | 7            | 12           | 14           | 35           | 41     | 10     | 14     | 17     | 37     | 57     | -20  |

### Andamento in campionato
| Giornata  | 1  | 2  | 3  | 4  | 5 | 6  | 7  | 8  | 9  | 10 | 11 | 12 | 13 | 14 | 15 | 16 | 17 | 18 | 19 | 20 | 21 | 22 | 23 | 24 | 25 | 26 | 27 | 28 | 29 | 30 |
| --------- | -- | -- | -- | -- | - | -- | -- | -- | -- | -- | -- | -- | -- | -- | -- | -- | -- | -- | -- | -- | -- | -- | -- | -- | -- | -- | -- | -- | -- | -- |
| Luogo     | C  | T  | C  | T  | C | T  | C  | T  | T  | C  | T  | T  | C  | T  | C  | T  | C  | T  | C  | T  | C  | T  | C  | C  | T  | C  | C  | T  | C  | T  |
| Risultato | P  | N  | N  | N  | V | P  | N  | P  | N  | V  | P  | N  | N  | N  | V  | P  | N  | P  | V  | N  | V  | P  | N  | P  | P  | P  | N  | V  | V  | P  |
| Posizione | 15 | 13 | 13 | 12 | 9 | 13 | 12 | 12 | 12 | 13 | 14 | 13 | 12 | 11 | 10 | 10 | 10 | 13 | 12 | 12 | 8  | 9  | 9  | 9  | 11 | 13 | 13 | 10 | 9  | 11 |

Legenda:

Luogo: C = Casa; T = Trasferta. Risultato: V = Vittoria; N = Pareggio; P = Sconfitta.

### Statistiche dei giocatori
N.B.: I cartellini gialli e rossi vennero introdotte a partire dal Campionato mondiale di calcio 1970, mentre i giocatori potevano già essere allontanati dal campo per grave fallo di gioco o condotta violenta. Durante la stagione fu allonato dal campo una sola volta Mascetti.
Sono in corsivo i calciatori che hanno lasciato la società a stagione in corso.
| Giocatore      | Serie A  | Serie A | Coppa Italia | Coppa Italia | Coppa Anglo-Italiana | Coppa Anglo-Italiana | Coppa delle Alpi | Coppa delle Alpi | Totale   | Totale |
| Giocatore      | Presenze | Reti    | Presenze     | Reti         | Presenze             | Reti                 | Presenze         | Reti             | Presenze | Reti   |
| -------------- | -------- | ------- | ------------ | ------------ | -------------------- | -------------------- | ---------------- | ---------------- | -------- | ------ |
| E. Antonini    | -        | -       | -            | -            | -                    | -                    | 3                | 0                | 3        | 0      |
| A. Batistoni   | 30       | 0       | 3            | 0            | 4                    | 0                    | 4                | 0                | 41       | 0      |
| F. Bergamaschi | 24       | 2       | -            | -            | 4                    | 0                    | 4                | 0                | 32       | 2      |
| G. Berteotti   | 0        | 0       | -            | -            | -                    | -                    | -                | -                | 0        | 0      |
| S. Clerici     | 29       | 10      | 3            | 0            | 4                    | 5                    | 2                | 3                | 38       | 18     |
| A. Colombo     | 20       | -19     | -            | -            | 4                    | -10                  | 2                | -4               | 26       | -33    |
| V. D'Amato     | 13       | 0       | 1            | 0            | 4                    | 0                    | 2                | 0                | 20       | 0      |
| S. Ferrari     | 27       | 1       | 3            | 0            | 4                    | 0                    | 4                | 0                | 38       | 1      |
| M. Giacomi     | -        | -       | -            | -            | -                    | -                    | 2                | -5               | 2        | -5     |
| D. Gobbi       | 2        | 0       | -            | -            | 2                    | 0                    | 4                | 0                | 8        | 0      |
| D. Landini     | 19       | 1       | 1            | 0            | 4                    | 0                    | 2                | 1                | 26       | 2      |
| L. Mascalaito  | 27       | 0       | 3            | 0            | 4                    | 0                    | 3                | 0                | 37       | 0      |
| E. Mascetti    | 28       | 5       | 3            | 1            | 4                    | 0                    | 1                | 0                | 36       | 6      |
| R. Mazzanti    | 25       | 0       | 3            | 0            | 1                    | 0                    | 4                | 0                | 33       | 0      |
| L. Migliorini  | 0        | 0       | -            | -            | -                    | -                    | 1                | 0                | 1        | 0      |
| G. Moschino    | 7        | 1       | 3            | 0            | -                    | -                    | -                | -                | 10       | 1      |
| L. Mujesan     | 9        | 0       | 3            | 0            | -                    | -                    | -                | -                | 12       | 0      |
| F. Nanni       | 25       | 0       | 3            | 0            | -                    | -                    | -                | -                | 28       | 0      |
| F. Nosè        | 1        | 0       | -            | -            | -                    | -                    | 2                | 0                | 3        | 0      |
| A. Orazi       | 26       | 0       | 3            | 0            | 3                    | 1                    | 4                | 2                | 36       | 3      |
| P. Pizzaballa  | 12       | -16     | 3            | -3           | -                    | -                    | -                | -                | 15       | -19    |
| P. Sirena      | 27       | 1       | 3            | 0            | 4                    | 0                    | 4                | 1                | 38       | 2      |
| A. Stenti      | 5        | 0       | 1            | 0            | 1                    | 0                    | 2                | 0                | 9        | 0      |